# Wandy Rodríguez
Wandy Fulton Rodríguez (Santiago Rodríguez, 18 de enero de 1979) es un ex lanzador de béisbol profesional. Jugó en las Grandes Ligas (MLB) para los Astros de Houston de 2005 a 2012, los Piratas de Pittsburgh de 2012 a 2014 y los Rangers de Texas en 2015..

## Carrera
Rodríguez, que concluyó con un récord de 10-10 en su temporada de novato en 2005, terminó la temporada con un septiembre inestable, termnando con récord de 1-4. En general, tuvo una efectividad de 5.53 y ponchó a 80 bateadores durante toda la temporada.
Los Astros lograron llegar a la Serie Mundial de 2005 en la que fueron barridos en cuatro juegos por los Medias Blancas de Chicago. Rodríguez tuvo una actuación decente en el juego 1 de la serie, relevando a Roger Clemens en la tercera entrada con el marcador empatado a 3. Rodríguez entregó una carrera más en la parte baja de la cuarta entrada, granjeándose la derrota y los Medias Blancas ganaron 5-3. Rodríguez tuvo efectividad de 2.45 en las cuatro derrotas de los Medias Blancas de Chicago.
En 2006, después de batallar con una efectividad de 5.22, Rodríguez fue enviado a las menores el 21 de julio. Brandon Backe fue activado desde la lista de lesionados de 60 días para tomar su lugar en la rotación de los Astros. Sin embargo, Rodríguez fue llamado el 19 de agosto después de que Backe fuera sometido a una cirugía Tommy John. Rodríguez terminó la temporada con un récord de 9-10 y una efectividad de 5.64, con 98 ponches en 135 innings.
El 6 de julio de 2007, Rodríguez ganó su primer juego completo y blanqueada en un partido de cuatro hits contra los Mets de Nueva York. Rodríguez tuvo su primera temporada completa saludable en las mayores, ya que abrió y jugó en 31 partidos, terminando con una efectividad de 4.58 y un récord de 9-13, con 158 ponches en 182 innings. Su batting average against mejoró, pasando de .290 del año anterior a .254.
Rodríguez luchó con lesiones nuevamente en 2008, abriendo solamente 25 juegos y lanzando sólo 137 entradas. Sin embargo, su actuación estuvo estadísticamente una mejoría terminando con una efectividad de 3.54 y un récord de 9-7, junto con 131 ponches y un perfecto porcentaje de fildeo.
Rodríguez tuvo un año de highlights en 2009, después de haber sido promovido al puesto #2 en la rotación de la Astro detrás del as Roy Oswalt. Abrió 33 partidos y lanzó 205 innings, mientras terminaba con una efectividad de 3.02, ubicándose noveno en la Liga Nacional. Ponchó a 193, ocupando el octavo y tuvo su segundo juego completo y blanqueada de su carrera.
Rodríguez retrocedió después de su impresionante campaña de 2009 en la primera mitad de 2010, registrando un récord de 6-11 con una efectividad de 4.97 con sólo 77 ponches en 101.1 entradas lanzadas antes del Juego de las Estrellas. Sin embargo, dio un giro favorable en la segunda mitad de 2010, registrando un récord de 5-1 con una efectividad de 2.11 con 101 ponches en 93.2 entradas, para terminar con un récord total de 11-12 con efectividad de 3.60 y ponchó a 178.
Hasta 2011, Rodríguez fue el único miembro de los Astros (jugador o entrenador) del equipo que fue a la Serie Mundial en 2005 que permanecía en el equipo. El 26 de enero de 2011, los Astros acordaron con Rodríguez un nuevo contrato de tres años por $34 millones de dólares.
Fue cambiado a los Piratas, en un cambio que involucró a 2 jugadores de liga menor, el 24 de junio de 2012.

## Problema de identidad
Cuando Wandy fue descubierto por los Astros en 1998 fingió que su nombre era Eny Cabreja y que tenía 17 años de edad. Había convencido a un amigo para que le prestara su identidad. El Cabreja real nació el 18 de agosto de 1981, mientras que Wandy nació el 18 de agosto de 1979. Wandy vivió bajo el nombre Eny Cabreja hasta el año 2002, cuando admitió a los Astros que él era realmente Wandy Fulton Rodríguez y que no tenía 21 sino 23 años.